# Аравак (мова)
Аравак (Arowak, Aruák) або Локоно (Lokono Dian, буквально «народна мова») — мова народу локоно, що належить до аравацьких мов. Нею розмовляють у Венесуелі, Гаяні, Суринамі та Французькій Гвіані.
Мова локоно є активною мовою.

## Історія

Мова Аравак класифікована як критично загрожена.

Локоно є критично загроженою мовою. Кількість живих носіїв мови, що активно нею користуються та вільно нею володіють, оцінюється у 5 % від населення її етносу. Існують малі спільноти людей із різним рівнем володінням мови, що підтримують її життєдіяльність. За оцінками, кількість мовців (із вільним та частковим володінням мови) — 2500 осіб. Спад використання мови локоно викликаний тим, що старші покоління не передають її своїм нащадкам. Діти змалку не говорять цією мовою, бо при їх навчанні натомість віддається перевага офіційним мовам держав, у котрих вони живуть.

## Класифікація
Мова локоно — частина сім'ї аравацьких мов, якими говорять тубільці Південної та Центральної Америки, та Карибських островів. Мови цієї сім'ї представлені у чотирьох країнах Центральної Америки: Белізі, Гондурасі, Гватемалі та Нікарагуа; та восьми країнах Південної Америки — Болівії, Гаяні, Французькій Гвіані, Суринамі, Венесуелі, Колумбії, Перу, Бразилії (у минулому також в Аргентині та Парагваї). З урахуванням 40 досі живих мов, ця мовна сім'я є найбільшою у Латинській Америці.

### Етимологія
Аравак — індіанська назва головного сільськогосподарського продукту у регіоні, маніока. Маніок — основний харчовий продукт для мільйонів мешканців Південної Америки, Азії, Африки. Це деревистий кущ, що росте у тропіках та субтропіках. Носії мови аравак також називають себе «Lokono», що перекладається, як «люди». Свою мову вони звуть «Lokono Dian», «народна мова».
Також можна зустріти такі назви, що стосуються саме цієї мови: Arawák, Arahuaco, Aruak, Arowak, Arawac, Araguaco, Aruaqui, Arwuak, Arrowukas, Arahuacos, Locono, та Luccumi.

## Фонологія

### Приголосні
|              |              | Губно-губні | Ясенні | Ретрофлексні | Середньопіднебінні | Задньоязикові | Гортанні |
| ------------ | ------------ | ----------- | ------ | ------------ | ------------------ | ------------- | -------- |
| Проривні     | глухі        |             | t      |              |                    | k             |          |
| Проривні     | з придихом   |             | tʰ     |              |                    | kʰ            |          |
| Проривні     | дзвінкі      | b           | d      |              |                    |               |          |
| Фрикативні   | Фрикативні   | ɸ           | s      |              |                    |               | h        |
| Носові       | Носові       | m           | n      |              |                    |               |          |
| Апроксиманти | Апроксиманти | w           | l      |              | j                  |               |          |
| Ротичні      | дрижачі      |             | r      |              |                    |               |          |
| Ротичні      | одноударні   |             |        | ɽ            |                    |               |          |

Вільям Пет зазначає, що у запозиченнях трапляється фонема /p/.

Алфавіт мови аравак та вимова літер алфавіту

| Символ | Аналоги  | МФА      |
| ------ | -------- | -------- |
| b      |          | b        |
| č      | ch, tj   | t͡ʃ       |
| d      |          | d ~ d͡ʒ   |
| f      |          | ɸ        |
| h      | x        | h        |
| j      | y        | j        |
| k      | c, qu    | k        |
| kh     | k, c, qu | kʰ       |
| l      |          | l        |
| lh     | ř        | ɽ        |
| m      |          | m        |
| n      |          | n        |
| p      |          | p        |
| r      |          | ɾ        |
| s      | z, c     | s        |
| t      |          | t ~ t͡ʃ   |
| th     | t        | tʰ ~ t͡ʃʰ |
| hu     | w        | w        |
| '      |          | ʔ        |

### Голосні
|         | Передні | Середні | Задні |
| ------- | ------- | ------- | ----- |
| Високі  | i       | ɨ       |       |
| Середні | e       |         | o     |
| Низькі  |         | a       |       |

Пет зауважує, що вимова фонеми /o/ варіюється між [o] та [u].
| Символ | Аналоги    | МФА   |
| ------ | ---------- | ----- |
| a      |            | a     |
| aa     | a·         | aː    |
| e      |            | e     |
| ee     | e·, e:     | eː    |
| i      |            | i     |
| ii     | i·, i:     | iː    |
| o      |            | o ~ u |
| oo     | o·, o:     | oː    |
| y      | u, i       | ɨ     |
| yy     | y:, uu, ii | ɨː    |

## Граматика
Нижче наведено перелік особових займенників. Існує по дві форми: вільні займенники, що вживаються самі по собі (зліва) та у вигляді префіксів, що прикріплюються до дієслів, іменників та післяйменників.
|         | Однина                       | Множина |
| ------- | ---------------------------- | ------- |
| 1 особа | de, da-                      | we, wa- |
| 2 особа | bi, by-                      | hi, hy- |
| 3 особа | li, ly- (he) tho, thy- (she) | ne, na- |

### Узгодженняафіксів
Усі дієслова поділяються на перехідні, активні перехідні та стативні неперехідні.
|            |            | префікси    | префікси | суфікси      | суфікси |
| однина     | множина    | однина      | множина  |              |         |
| ---------- | ---------- | ----------- | -------- | ------------ | ------- |
| 1 особа    | 1 особа    | nu- або ta- | wa-      | -na, -te     | -wa     |
| 2 особа    | 2 особа    | (p)i-       | (h)i-    | -pi          | -hi     |
| 3 особа    | розмовні   | ri-, i      | na-      | ri, -i       | -na     |
| 3 особа    | формальні  | thu-, ru-   | na-      | -thu,-ru, -u | -na     |
| безособові | безособові | pa-         | -        | -            | -       |

A = Sa = префікс узгодження
O = So = суфікс узгодження

## Лексика

### Рід
У мові локоно є явний поділ на чоловічий та жіночий рід. Він простежується в афіксах узгодження, у демонстративах, при субстантивації та в особових займенниках. Наприклад, типовий розподіл на роди у займенниках — жіночий та не-жіночий. На прикладі маркерів узгодження третьої особи однини: жіночий рід: «-(r)u», чоловічий: «-(r)i».

### Число
У аравацьких мовах розрізняється однина і множина, проте множина необов'язкова для вжитку, окрім випадків, коли мова йде про особу. Вживаються такі маркери: *-na/-ni (про живих/особу, множина) and *-pe (про неживе/живих не-людей, множина).

### Присвійність
Іменники в локоно поділяються на такі, що можуть бути відчужно та невідчужно належними. До іменників невідчужної належності входять назви частин тіла, родичі, та більш поширені слова, по типу їжі. Субстантивовані дієслова теж належать до цієї категорії. Обидві форми належності позначаються префіксами A/Sa). Невідчужно належні іменники приймають так звану «неналежну» форму, також відому, як «абсолютну», та позначаються суфіксом *-tfi або *-hV. Відчужно належні іменники використовують один із наступних суфіксів: *-ne/ni, *-te, *-re, *i/e, або *-na.

### Заперечення
Аравацькі мови мають заперечувальний префікс ma- та атрибутивний префікс ka-. Наприклад: ka-witi-w (дослівно «жінка з гарними очима») та ma-witti-w («жінка з поганими очима», тобто сліпа).

## Приклади[15]
| Українська | Східна локоно (Французька Гвіана) | Західна локоно (Венесуела, Гаяна, Суринам) |
| ---------- | --------------------------------- | ------------------------------------------ |
| Один       | Ábą                               | Aba                                        |
| Два        | Bian                              | Biama                                      |
| Три        | Kabun                             | Kabyn                                      |
| Чотири     | Biti                              | Bithi                                      |
| Чоловік    | Wadili                            | Wadili                                     |
| Жінка      | Hiaro                             | Hiaro                                      |
| Пес        | Péero                             | Péero                                      |
| Сонце      | Hadali                            | Hadali                                     |
| Місяць     | Kati                              | Kathi                                      |
| Вода       | Uini                              | Vuniabu                                    |